# Julia Virginia Scheuermann

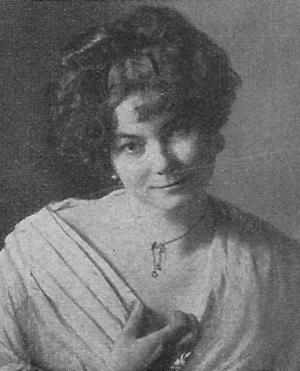
Julia Virginia Scheuermann (um 1912)

Julia Virginia Scheuermann (geborene Julie Johanna Scheuermann; verheiratete Julia Laengsdorff, Künstlerinnenname Julia Virginia; * 1. April 1878 in Frankfurt am Main; † 23. April 1942) war eine deutsche Lyrikerin, Malerin, Übersetzerin und Autorin.

## Leben

### Julia Scheuermann
Der Vater Wilhelm Scheuermann war Gerichtsrat in Frankfurt, die Mutter Ida Helene Wilhelmine Louise stammte aus der alten Patrizierfamilie Bromm Julia hatte eine Schwester Anna Mathilde (* 1882).
Sie studierte Bildhauerei und Malerei, zunächst in München und Kassel bei Karl Ludwig Sand, danach in Berlin bei Professor Gustav Eberlein.
In dieser Zeit schuf sie Skulpturen und Porträts von Zeitgenossen. 1900 war eine Büste von ihr auf der Großen Berliner Kunstausstellung ausgestellt.
Gleichzeitig begann sie zu schreiben und gehörte bereits ab 1898 zu den Autorinnen des Verlages Schuster & Loeffler in Berlin. In den folgenden Jahren erschienen drei Gedichtbände von ihr, außerdem Übersetzungen und die Herausgabe von zwei Dichterinnentexten.

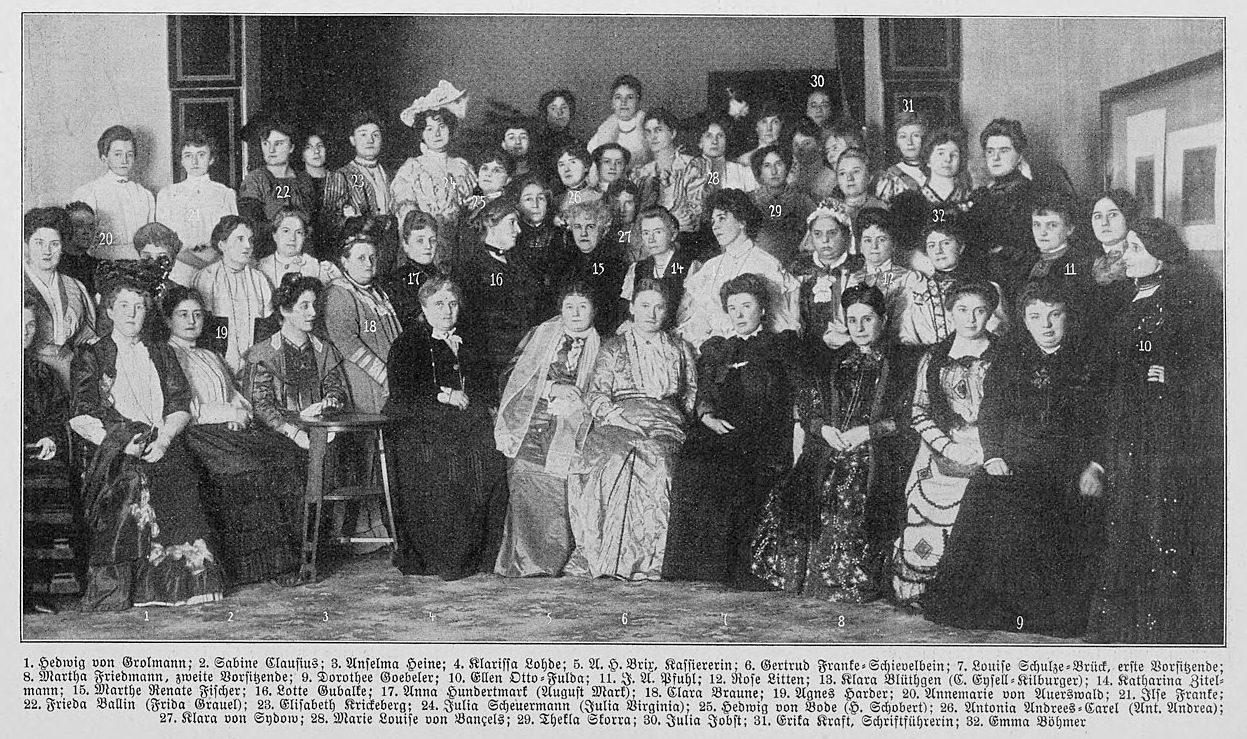
Deutscher Schriftstellerinnenbund, 1906, Julia Scheuermann (letzte Reihe, mit Hut, 24)

Julia Scheuermann war Mitglied im Deutschen Schriftstellerinnenbund, im Berliner Frauenclub von 1900 und im Frankfurter Frauenclub. Zu ihrem Freundeskreis zählten u. a. Richard Dehmel, Detlev von Liliencron, Paul Heyse, Wilhelm von Scholz und Josephine Levy-Rathenau. Zu deren Cousin Walther Rathenau, dem späteren Außenminister, hatte sie 1905 wahrscheinlich kurzzeitig ein Verhältnis.

„Meine Gnädigste,
Sie sagen, dass Sie eine junge, hübsche und talentvolle Dame sind, aber Sie weigern sich, den Beweis anzutreten. – Gut, ich will Ihnen glauben. Sie sagen, Sie wollen meine Seele erobern. Sie haben sie erobert. Aber was nun? In Ergebenheit R.“

### Julia Fould
1912 heiratete Julia den Bankier Eugen Fuld (Eugéne Fould) und lebte mit ihm meist in der Schweiz. Aus dieser Zeit gibt es kaum Zeugnisse über ihr Leben.
1920 kehrte sie nach dessen Tod nach Frankfurt zurück. 1921 kaufte sie dort zwei Häuser.

### Julia Laengsdorff
1922 heiratete sie Richard Laengsdorff, einen Bekannten aus Kindertagen mit jüdischer Herkunft, der aber zur protestantischen Konfession konvertiert war.
In dieser Zeit publizierte sie einige Artikel in Zeitschriften. 1932 war sie Geschäftsführerin der Gesellschaft deutscher und österreichischer Künstlerinnen (GEDOK), etwa seit dieser Zeit waren beide auch Mitglieder der Schopenhauer-Gesellschaft und publizierten in deren Jahrbuch einige Artikel.
1937 wurde Richard Laengsdorff wegen seiner jüdischen Herkunft von seiner Arbeitsstelle entlassen und 1938 kurzzeitig im KZ Buchenwald interniert. 1940 reiste er in die Schweiz und dann nach Frankreich aus. Julia Längsdorff blieb auf ihren Wunsch in Frankfurt. Sie erkrankte in diesem Jahr und starb 1942.

## Malerin und Bildhauerin

### Allgemeines
Julia Scheuermann schuf Skulpturen und Gemälde, meist als Porträts. Sie bildete verschiedene Persönlichkeiten ihrer Zeit ab, so den Autor Ludwig Fulda, den Dichterkomponisten Victor von Woikowsky-Biedau, den Frankfurter Senatspräsidenten Diehl, den Autor Hermann Sudermann und einige andere. Eine Gedenktafel für Richard Wagner, die am 9. Juli 1910 in Bad Ems enthüllt wurde, stammte ebenfalls von ihr. Diese ist seit 2010 verschwunden, wahrscheinlich wegen eines Metalldiebstahls.

### Erhaltene Werke
Von ihren Werken sind nur zwei Gemälde-Kopien älterer Meister erhalten.
- Caravaggio: Der junge Bacchus, 1924 gemalt, 2014 versteigert[7]
- Adriaen Brouwer: Der bittere Trank / Bittere Medizin, Original um 1630, Kopie-Entstehungszeit unbekannt, Öl auf Malkarton[8]

Dazu gibt es erhaltene Fotografien von zwei Skulpturen, dem Richard-Wagner-Relief und einem weiteren Gemälde, deren Originale aber nicht mehr feststellbar sind.

## Autorin

### Übersicht
Unter ihrem Künstlernamen Julia Virginia publizierte sie drei Bände mit eigenen Gedichten. 

„[Ihr] poetisches Schreiben ist kraftvoll. Ihre Gedichte sind subjektiv erlebnishaft, sinnlich und intellektuell zugleich. Hinter ihnen steht eine kreative, lebenshungrige junge Frau.“

Sie übersetzte außerdem Gedichte und den Roman Der Künstler des ukrainischen Dichters Taras Schewtschenko ins Deutsche sowie Tagebuchnotizen und den Briefwechsel der russischen Malerin Marie Bashkirtseff mit dem französischen Schriftsteller Guy de Maupassant. Sie edierte die Gedichte von Annette von Droste-Hülshoff und veröffentlichte eine damals viel beachtete Anthologie über zeitgenössische deutsche Frauenlyrik.
Im Marbacher Literaturarchiv und im Hamburger Staatsarchiv befinden sich einige Briefe und Handschriften von ihr.

### Einzelne Schriften
Autorin
- Primitien, Gedichte, 1903
- Sturm und Stern. Gedichte, Schuster & Loeffler, Berlin, 1905.
  - (Neuausgabe) Mit einem Nachwort neu herausgegeben von Nikola Roßbach. Igel-Verlag, Hamburg 2017. ISBN 978-3-86815-717-8
- Das bunte Band, Gedichte, 1913

Herausgeberin
- Frauenlyrik unserer Zeit, Berlin, Leipzig 1907, Anthologie von Gedichten von Schriftstellerinnen
- Annette Freiin von Droste-Hülshoff. Gedichte. Berlin-Leipzig, Hermann Seemann Nachf, 1907, herausgegeben und eingeleitet von Julia Virginia
- Maria Bashkirtseff Tagebuchblätter und Briefwechsel mit Guy de Maupassant, Seemann Verlag, 1910, aus dem Französischen übersetzt
- Ausgewählte Gedichte von Taras Schewtschenko. Aus dem Ukrainischen. Xenien-Verlag, Leipzig 1911. 108 S. mit 7 Tafeln., wahrscheinlich nach einer anderen Vorlage[13]
- Taras Schewtschenko: Der Künstler. Roman. Xenien-Verlag, Leipzig 1911, aus dem Ukrainischen

Aufsätze und Vorträge
- Gedanken um Goya, Berlin, 1928
- 'Ottilie Wilhelmine Roederstein zu ihrem 70. Geburtstag'. In: Frau und Gegenwart, 25, 1928/29.
- 'Die Roederstein', Westermanns Monatshefte, Braunschweig, September 1929
- 'Kleine Schopenhauer-Erinnerung', 19. Jahrbuch der Schopenhauergesellschaft 1932
- 'Von alter deutscher Kochkunst', in Deutsche Heimatküche von Ernst Marquardt. Societäts-Verlag Frankfurt, 1935
- 'Frankfurter Frauenköpfe', Frankfurter Zeitung. Stadtblatt Nr. 204, August 1936, und öfter 1935–1937, Beschreibungen von einzelnen Frauen[14]

## Abbildungen und Gedenken

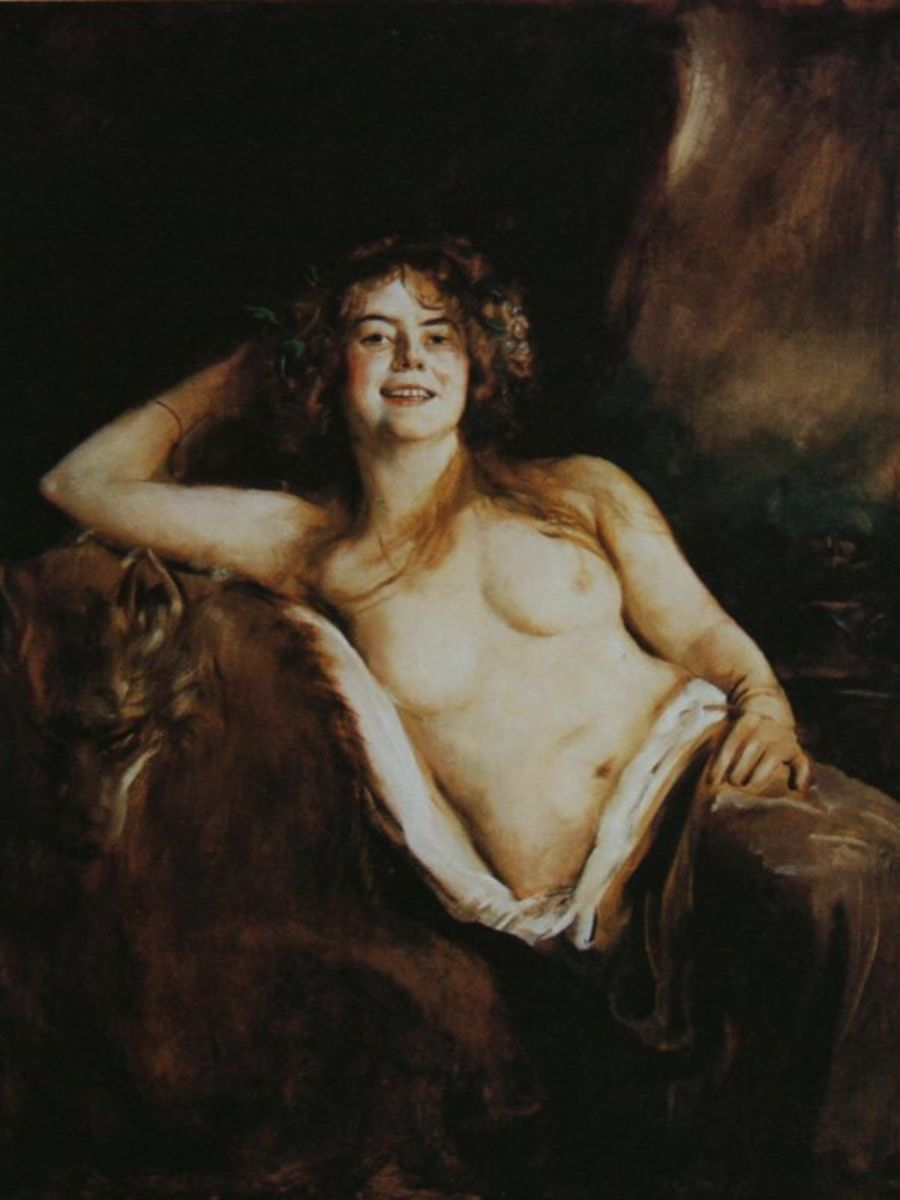
Franz von Lenbach – Julie Virginie Scheuermann als Bacchantin, 1912

Franz von Lenbach schuf mehrere Porträts von ihr, eine Zeichnung mit Hut um 1904, ein Ölgemälde als Halbakt 1912, als Nymphe mit Weinranken im Haar, auf einem Wolfsfell lächelnd liegend, ein weiteres Ölgemälde als Halbakt stehend. Ihre Lehrerin Ottilie W. Roederstein malte ein großes Ölgemälde von ihr, das sich in Privatbesitz befindet. Dazu gibt es zwei Porträtfotos von etwa 1900 und 1912 und mindestens drei Gruppenaufnahmen mit ihr.
Über Julia Laengsdorff sind bisher fast keine ausführlicheren zeitgenössischen Berichte bekannt.
Um 2010 wurde ein Stolperstein für sie neben dem ihres Mannes in Frankfurt-Westend verlegt.

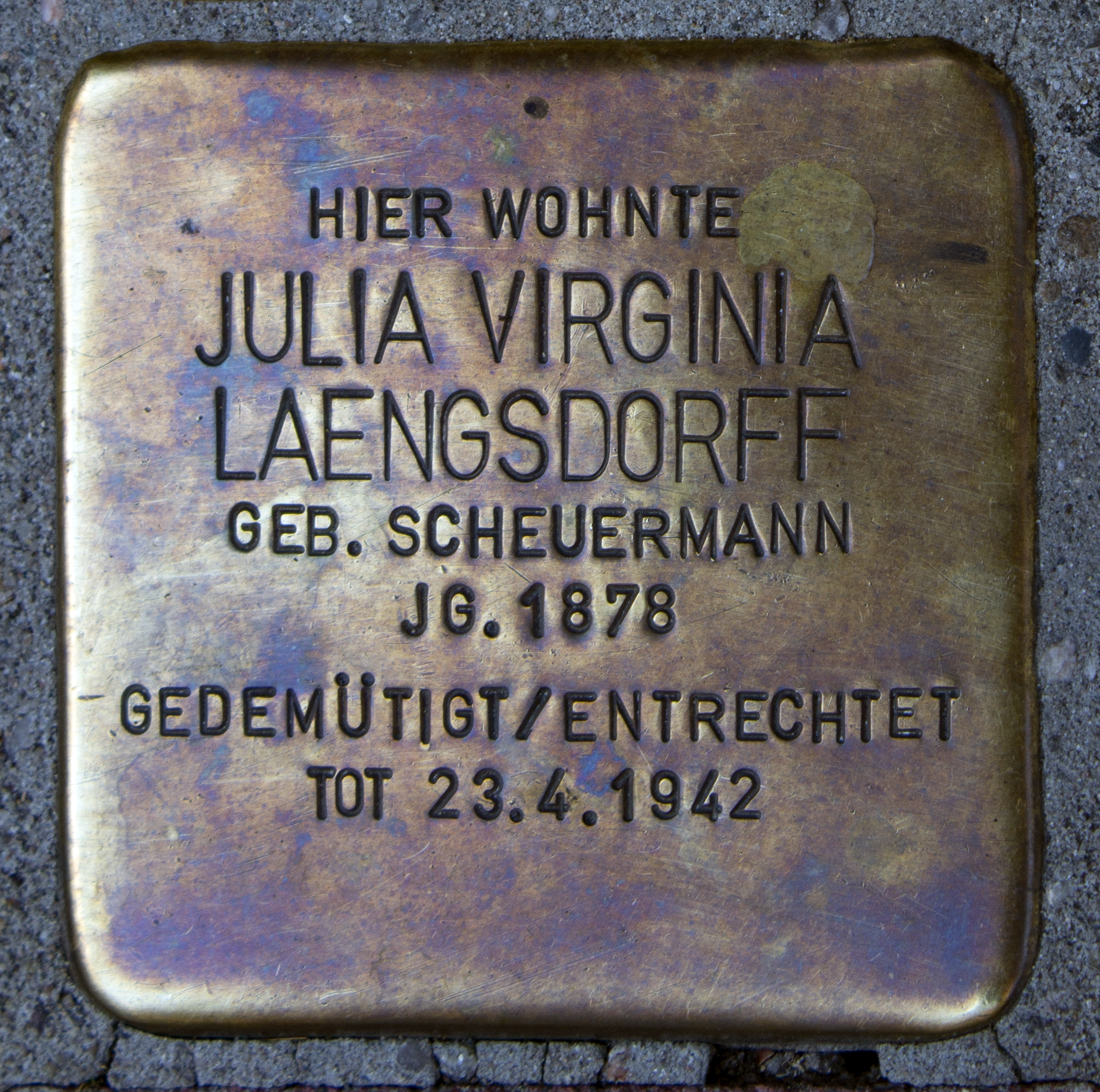
Stolperstein in Frankfurt-Westend